# Personalità
Con il termine personalità si intende l'insieme delle caratteristiche psichiche e delle modalità comportamentali (inclinazioni, interessi, passioni) che definiscono il nucleo delle differenze individuali, nella molteplicità dei contesti in cui la condotta umana si sviluppa. Ogni nucleo teorico, in psicologia, concettualizza la personalità entro modelli diversi, adoperando metodi, obiettivi e modalità d'analisi anche molto dissonanti fra loro.

## Storia

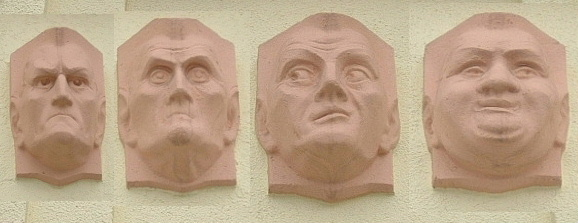
I quattro tipi classici della personalità: da sinistra, collerico, melancolico, flemmatico, sanguigno

Il più antico precursore dello studio della personalità fu Ippocrate che, in un'ottica di considerazione dell'uomo quale microcosmo, con le stesse qualità del macrocosmo, definì quattro tipi personali, in base all'umore fondamentale presente nel suo corpo: melanconico, collerico, flemmatico, sanguigno.
Il termine latino personalitāte(m) deriva dal greco πρόσωπον e dall'etrusco phersu. Cicerone la definì come l'aspetto e la dignità di un essere umano, oppure, in un'altra definizione, quella parte che si recita nella vita, e non a caso "persona" rappresentava la maschera indossata dagli attori.
Il teatro antico giapponese (nō) contemplava un certo numero di maschere, aventi caratteristiche corrispondenti al concetto di personalità contemporaneo, simboleggianti il passaggio da una fase di vita ad un'altra più matura.
Alla soglia del XX secolo si affermò la convinzione che la personalità del soggetto si rispecchi nel modo in cui la realtà gli appare e nelle idee che esprime. Questo modello, che in Kurt Lewin e Kurt Koffka ebbe i suoi migliori esponenti, venne definito "fenomenologico", seppur discordante in molti aspetti dalla corrente filosofica di Husserl.
In quegli anni si diffusero le tecniche di indagine e di diagnosi della personalità che esplorarono tre vie di accesso alla personalità:

- L'osservazione esterna, costituita dall'insieme degli elementi biografici, fisiologici, anatomici, oltre alla motricità e ai test di efficienza.
- L'autointerpretazione, che utilizza i questionari.
- L'analisi fenomenologica (analisi dei sogni, visioni del mondo).

Lo psicologo anglo-tedesco Hans Eysenck (1916-1997), studioso della struttura della personalità, nella sua opera "The structure of Human Personality" afferma che: 
(Hans Eysenck "The structure of Human Personality")

## Sviluppo della personalità
La personalità è un concetto tipicamente dinamico nell'arco di vita di una persona e gli esseri umani affrontano, durante tutto l'arco della loro vita, alcuni nodi cruciali di passaggio necessari per evolvere una maturazione psicofisica adeguata al contesto sociale.
Le varie fasi possono essere distinte come segue:
- La prima infanzia, dai 0 ai 3 anni, in cui il bambino deve ricevere le cure materne necessarie, per evitare l'insorgere di insicurezze e di ansie.
- Lo svezzamento, che comporta le prime privazioni, e il superamento della dipendenza.
- L'indipendenza, che consente al bambino di allargare il suo mondo e di acquisire quelle capacità di base per far da sé.
- La fase del no, nella quale il bambino prova il piacere di opporsi ai genitori.
- I conflitti con i genitori dello stesso sesso.
- La prima socializzazione, che avviene grazie all'ingresso nella scuola. Qui il bambino riceve il giudizio di soggetti esterni alla famiglia e quindi rafforza l'immagine di sé.
- La pubertà, con il crescente interesse nei confronti dei genitali.
- L'adolescenza, che comporta una forte opposizione al mondo degli adulti, oltre all'insorgere di varie contraddizioni interne e all'insoddisfazione dei valori tradizionali.
- La formazione dell'identità maturando l'indipendenza di pensiero con l'acquisizione, in una prima fase, di valori conformisti nei confronti del gruppo di appartenenza, ma trasgressivi nei riguardi dei valori sociali e, in una successiva, di accettazione delle figure simbolo della società (insegnante, genitore, ecc.).
- La vita adulta, in cui il soggetto cerca di realizzare il suo progetto di vita (lavoro, famiglia ecc.), definendo il più possibile la sua identità, distaccandosi dal nucleo familiare originario e rendendosi il più possibile socialmente indipendente.
- L'anzianità, che comporta importanti cambiamenti nelle attitudini, nello stile di vita e nell'evoluzione psicofisica.

### Alcuni passaggi nello sviluppo della personalità
Durante i primi anni di vita il bambino si identifica con i suoi simili (Sé Presimbolico). Comincia a comprendere l'alterità, ad esempio rispetto alla madre quando non riceve immediatamente il seno alla sua richiesta di essere nutrito. 
La coscienza di sé cresce al crescere del confronto con l'alterità (gli "altri" significativi), oltre a rappresentare il proprio corpo, includendo le potenzialità d'azione nei confronti del mondo.
Il Sé spirituale prescinde invece dal corpo, essendo formato da tutto ciò che va oltre esso, ad esempio l'appartenenza ad un gruppo.
A 2 anni il bambino comincia a parlare di sé ("io","me","mio"), a 4-5 al centro delle sue riflessioni vi sono i concetti di cattiveria/bontà, riconducibili al concetto biologico di avvicinamento/allontanamento da un pericolo.
Questi concetti permettono di sviluppare l'autostima. Visioni particolarmente negative di sé stessi possono condurre ad una depressione già a 3-5 anni.
A 3 anni il bambino conosce il nome di alcune emozioni, a 4 riesce ad associarle alle situazioni.
Si sviluppano due tipologie di emozioni: le emozioni esposte (imbarazzo, invidia, gelosia, empatia) e le emozioni auto-coscienti (vergogna, senso di colpa) che hanno una funzione maggiormente regolatrice del comportamento. La vergogna è una sensazione pervasiva dell'intero essere che spinge a nascondere un proprio errore, mentre il senso di colpa può avere funzioni positive o negative:
- il senso di colpa predisposizionale: si presenta solo in alcune situazioni, in presenza di un errore riparabile e si correla positivamente con l'empatia, la spinta al volontariato, l'antirazzismo, ecc. Può essere incentivato da uno stile educativo basato sull'attenzione verso le emozioni altrui e le proprie responsabilità;

- il senso di colpa cronico: è uno stato mentale stabile dovuto ad errori ritenuti irreparabili (ad es. la morte di una persona cara) o scaturito da uno stile educativo che tende sistematicamente a far sentire in colpa il soggetto. Il senso di colpa cronico si correla positivamente con aggressività e depressione.

Lo sviluppo del senso morale e dell'empatia può altresì essere facilitato da caratteristiche biologiche e dalle influenze del contesto familiare.
In parallelo la deresponsabilizzazione ha diversi modi di agire:
1. svalutazione della gravità della colpa;
2. confronto con colpe peggiori;
3. uso di eufemismi;
4. diffusione della responsabilità ("Stavo solo eseguendo gli ordini");
5. suddivisione del lavoro in parti in modo da ridurre responsabilità individuale;
6. disumanizzazione della vittima;
7. trasferimento della colpa sulla vittima;

A 2 anni i bambini cominciano a rispettare regole, comincia quindi a presentarsi il rifiuto semplice che avvia una dinamica di opposizione e negoziazione con il genitore. L'obbedienza al genitore è la preparazione ad un comportamento morale senza bisogno di supervisioni.
A 4-5 anni la personalità del bambino è prettamente egoistica. A 6-7 comincia a sviluppare un senso morale unidirezionale e rigido ad esempio incentrato sull'egualitarismo. A 9 anni le sue posizioni divengono meno rigide e seguono principi di equità.

## Psicologia delle personalità

### Assunti base
Un elemento che caratterizza in maniera trasversale tutti i modelli di studio della personalità (e che ne rappresenta un elemento cardine nei suoi aspetti più recenti) è la tensione verso l'interazione tra fattori costituzionali innati, fattori educativi ed ambientali. La tradizione di studi psicologici relativi alla personalità è una delle più rilevanti della psicologia contemporanea, un campo in cui si susseguono studi empirici, teorici e storici, tesi a comprendere la natura dell'identità personale nel contesto biologico e sociale di sviluppo.

Una significativa parte della psicologia delle differenze individuali, analizza e valuta la personalità attraverso test volti ad individuarne i tratti (vedi test di personalità).
È possibile definire i tratti di personalità come configurazioni dell'esistenza, ma in realtà non esiste un'unica teoria dei tratti. Differenti sostenitori dell'approccio basato sui tratti, adottano strategie concettuali differenti nel definire la relazione tra persona ed ambiente. Gli assunti di base degli orientamenti teorici, che incentrano lo studio della personalità sui tratti personali, sono descritti con molta chiarezza da Lewis Goldberg, uno dei principali studiosi delle teorie dei tratti:
- Le persone mostrano configurazioni di esperienza e di azione consistenti e stabili che le distinguono l'una dall'altra. Si ipotizza in questo senso l'esistenza di costrutti psicologici corrispondenti a tendenze comportamentali abituali. Tali costrutti possono essere definiti come variabili di tratto, o variabili disposizionali.

- Le variabili di tratto sono decontestualizzate, sono cioè definite come tendenze globali atte a mostrare un tipo di comportamento piuttosto che un altro. I tratti, quindi, si riferiscono direttamente ad elementi comportamentali mostrati dalle persone in diverse situazioni. In questa caratteristica differiscono significativamente dalla motivazione, per definizione legata ad una meta. È chiaro che tratti differenti abbiano una diversa rilevanza nei vari contesti. Tuttavia l'approccio basato sui tratti sceglie di studiare la personalità attraverso unità di analisi di tipo dominio-generali.

- Diversi nuclei teorici evidenziano approcci operativi riconducibili a due linee guida: approcci di tipo idiografico ed approcci di tipo nomotetico. Le strategie idiografiche postulano che ogni persona possa possedere un insieme unico di tratti, organizzati in maniera singolare e specifica. Diversamente gli approcci nomotetici ricercano invece una tassonomia universale di tratti.

Entro i modelli di tipo nomotetico (per esempio il 16PF Questionnaire di Raymond Cattell, oppure la teoria dei Big Five di McCrae e Costa) la struttura di personalità risulta essere costituita da tendenze comportamentali organizzate gerarchicamente con tratti ampi e sovraordinati. Questi costrutti sovraordinati organizzano le tendenze che si collocano ad un livello più basso, le quali, a loro volta, controllano le abitudini comportamentali che sono ad un livello ancora più basso. In questa struttura a cascata i costrutti che si collocano a livello elevato ed intermedio, sono tendenze abituali e stabili orientate alla messa in atto di una specifica categoria di risposte. Il livello più elevato, stabile nei vari domini di comportamento, viene interpretato come il nucleo portante della personalità, e si identifica con le variabili disposizionali.

### Personalità e teorie psicodinamiche
Uno degli elementi alla base dell'approccio psicodinamico allo studio della personalità fu la scoperta dell'inconscio. 
Alla base di questo concetto si struttura l'approccio psicodinamico di Sigmund Freud, con il suo elevatissimo valore storico nella definizione della psicologia come disciplina.
Il primo modello costruito da Freud, il modello topico, distingue un piano conscio dell'individuo, di superficie, caratterizzato da tutta la sua sfera di consapevolezza; un piano preconscio, maggiormente nascosto, ma facilmente accessibile dall'individuo stesso mediante la verbalizzazione o tecniche più specifiche; un piano inconscio, centrale nei processi di personalità, assolutamente inaccessibile all'individuo senza un'adeguata relazione d'aiuto. 
Concetto fondamentale per lo studio della personalità, secondo il modello freudiano, è la pulsione, definita come spinta endogena verso l'esterno e caratterizzata da un'origine, una meta, e un oggetto.
Una seconda teoria freudiana si sposta dallo studio della struttura fisica della personalità allo studio dei processi psichici. Freud distingue allora tre istanze psichiche, che mediando la pulsione attraverso i meccanismi di difesa propri dell'Io, costruiscono la personalità individuale:
- L'id (o Es), l'istanza più primitiva, quella rappresentata dai fondamenti biologici e motivazionali elementari della personalità. Queste energie fanno riferimento, per la loro scarica nella condotta, esclusivamente al principio del piacere. Hanno infatti come meta la totale e completa soddisfazione pulsionale e l'evitamento del dolore.

- L'ego (o Io), l'istanza razionale e realistica nella quale il soddisfacimento degli impulsi scaturiti dall'Es trova il confronto e la mediazione. L'ego funziona infatti secondo il principio della realtà. Attraverso i meccanismi di difesa che l'individuo sviluppa, le pulsioni divengono socialmente accettabili, confrontandosi con un contesto sociale e personale che ne media la scarica in condotte considerate positive.

- Il super ego (o Super io), l'ultima istanza di sviluppo in ordine di tempo, segue le leggi della moralità e dell'etica. Si compone del concetto di bene e male (come caratteristica astratta rispetto alle conseguenze materiali dirette, di vantaggio o svantaggio immediati, di un'azione), e dell'ideale dell'io, un modello idealizzato e un'aspirazione sul come si dovrebbe essere.

Per esemplificare l'evoluzione della personalità, Freud ha focalizzato l'attenzione su una serie di bisogni, ognuno dei quali è associato ad una parte del corpo e caratterizza una delle principali fasi di sviluppo dell'essere umano, che sono:
- La fase orale, riguarda i primi 18 mesi di vita nei quali il bambino si procura da solo un intenso piacere nel succhiare. Non essendo ancora venuto a contatto con gli obblighi, i divieti, le disapprovazioni del mondo esterno, il bambino inizia ad esplorare il proprio corpo alla ricerca di nuove fonti di piacere.

- La fase anale, che interessa il bambino fino al terzo anno di età, è incentrata sul piacere indotto subito dopo la fine della defecazione. L'infante impara a riconoscere il momento ed il luogo adatti alla evacuazione, oltre a trattenere le feci seguendo le direttive del mondo esterno. Attua, per la prima volta nell'arco della sua esistenza, un compromesso tra piacere, obblighi e dignità sociali.

- La fase fallica, dai 3 ai 6 anni, nella quale il bambino scopre i genitali e manifesta un orientamento bisessuale. Superando la fase edipica, l'angoscia di castrazione nei maschi, l'invidia del pene nelle femmine, il bambino, identificandosi con il genitore dello stesso sesso, sviluppa la coscienza morale, inserendo nella propria personalità le regole e le norme trasmesse dal genitore.

Freud non è stato l'unico ricercatore ad indagare le fasi dello sviluppo della personalità. Erik Erikson aggiunse la dimensione psicosociale a quella psicosessuale freudiana, oltre a ritenere che l'evoluzione non si esaurisce con l'adolescenza ma prosegue per tutta la vita.
Secondo Carl Gustav Jung le caratteristiche personali sono riconducibili a delle forme innate, gli archetipi, che fanno riferimento all'inconscio collettivo.

### Le teorie incentrate sui tratti
Tra i primi autori che studiarono la personalità umana in termini di tratto, emerge Gordon Allport che negli anni trenta identificò una gerarchia di tratti, a partire dai più intrinseci nell'individuo, come i tratti cardinali, con maggiore capacità di influenza, fino ai tratti centrali e a quelli secondari. Il punto di partenza di questo studio è rappresentato dall'approfondimento lessicografico del linguaggio naturale, in cui Allport identificò una banca dati di descrittori verbali differenziabili dal punto di vista logico. Egli sviluppò in questo modo una metodologia idiografica basata sul calcolo delle frequenze delle parole utilizzate per descrivere la propria personalità nei resoconti.
Un altro autore fondamentale nello studio dei tratti di personalità è Raymond Cattell, il quale sviluppò un approccio di tipo nomotetico per lo studio della personalità. Attraverso la tecnica statistica dell'analisi fattoriale, identificò 16 tratti di personalità bipolari, attraverso cui confrontare, mediante un questionario standardizzato, denominato 16PF (vedi psicometria e test di personalità), le risposte date dal soggetto valutato, per poi categorizzarlo sul modello base che ha dato origine al questionario stesso.
Anche Hans Eysenck portò avanti un approccio fattoriale allo studio della personalità. Rifacendosi al costrutto psicologico dei tipi "introverso - estroverso", proposto dalla teoria junghiana, ne trasse un questionario di valutazione, l'Eysenck Personality Questionnaire (EPQ).

### Personalità e teoria sociale cognitiva

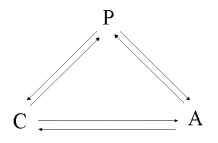
Reciproco determinismo triadico di Albert Bandura (C=condotta; P=personalità; A=ambiente)

L'approccio comportamentista associa le differenze individuali agli apprendimenti condizionati e rinforzati dal soggetto durante il suo percorso di vita. Come nell'apprendimento, anche nello studio della personalità, l'approccio comportamentista considera l'importanza dello stimolo nella strutturazione della risposta personale, sottovalutando l'equazione personale che l'individuo associa a questo stimolo.
A partire dagli studi sviluppati dalla teoria sociale cognitiva, Albert Bandura sviluppa questi nessi associativi, di origine comportamentista, virando da un approccio meccanicistico ad uno probabilistico. Quest'autore infatti, nella valutazione della condotta, identifica una serie di fattori personali e ambientali, in un meccanismo di interazione che influenza la condotta, definito "reciproco determinismo triadico".
Nell'approccio di Bandura allo studio della personalità emergono, tra i meccanismi di autoregolazione della condotta, le convinzioni di efficacia quale costrutto basato sulla sistematica e sistematizzata interazione tra elementi personali e contestuali, nonché predittori chiave della condotta e delle differenze individuali che questa teoria valorizza.

### La teoria deibig five
McCrae e Costa identificano 5 tratti di personalità sulla base della tradizione fattoriale nello studio della personalità e dell'ipotesi della sedimentazione linguistica di Cattell che, sulla base dei pionieristici studi di Allport, identificava nella lingua parlata un serbatoio di descrittori della personalità:
- L'estroversione, intesa come grado di attivazione, fiducia ed entusiasmo nelle condotte che si adottano e nella loro scelta.
- La gradevolezza, intesa come quantità e qualità delle relazioni interpersonali positive che la persona intraprende, orientate al prendersi cura ed accogliere l'altro.
- La coscienziosità, intesa come precisione, affidabilità, accuratezza metodologica che l'individuo è orientato ad offrire attraverso la sua condotta, nonché la volontà di avere successo e la sua perseveranza.
- Il nevroticismo, intesa come grado di resistenza a stress di tipo emotivo (resilienza), quali ad esempio l'ansietà, l'instabilità, l'irritabilità.
- L'apertura all'esperienza, intesa come disposizione a ricercare stimoli culturali e di pensiero esterni al proprio contesto ordinario, nonché la ricerca di un contatto con un orientamento valoriale diverso da quello di riferimento.

### La teoria del TCI (Cloninger)
Il TCI (Temperament Character Inventory) è una teoria psicodinamica che definisce la personalità in base al funzionamento di quattro importanti neurotrasmettitori, e relativi recettori, che determinano i comportamenti dominanti e le risposte all'ambiente.
Vi sono in totale 7 dimensioni:
- Novelty Seeking (NS): la ricerca di novità determina l'approccio alle nuove esperienze e ai nuovi incontri e ha una correlazione negativa con la Dopamina che determina il grado di soddisfazione della persona. Se la persona non è soddisfatta cercherà novità.
- Harm Avoidance (HA): l'evitamento del pericolo è in contrapposizione alla NS ed è determinato dalla Serotonina che ha funzione di regolazione. È maggiormente presente nelle persone di sesso femminile.
- Reward Dependence (RD): la necessità di una ricompensa si correla con la Noradrenalina che determina le risposte di attacco e fuga nel corpo umano.
- Persistence (P): fino a poco tempo fa non si pensava che la persistenza fosse una caratteristica indipendente della personalità.
- Self-Directedness: la capacità di essere indipendenti si correla con uno scarso attaccamento agli altri.
- Cooperativeness: presente in maniera maggiore nelle donne, il senso di altruismo e di cooperazione è alla base dell'empatia.
- Self-Trascendence: tipico di tutte le persone che si sentono in comunione con la natura e con gli altri, si è rivelato essere correlato anche con le esperienze spirituali e di "uscita" dal corpo (estasi), manifestazioni dovute talvolta a difettazione temporanea delle aree prefrontali.